# 北京市水库列表
至2007年，北京市共有大型水库4座，按库容量依次为密云水库、官厅水库、怀柔水库、海子水库。
根据中华人民共和国水利部发布的《中国水库名称代码》（中华人民共和国行业标准SL259-2000）将北京市所有大型水库及中型水库列表如下：

## 大型水库
| 名称     | 水系       | 总库容 亿立方米 | 位置                             |
| -------- | ---------- | --------------- | -------------------------------- |
| 密云水库 | 潮白河     | 43.75           | 密云县溪翁庄                     |
| 官厅水库 | 永定河     | 41.60           | 河北省怀来县官厅镇、北京市延庆县 |
| 怀柔水库 | 潮白河     | 1.44            | 怀柔区                           |
| 海子水库 | 蓟运河支流 | 1.21            | 平谷区                           |

## 潮白河、北运河、蓟运河水系
- 海子水库 平谷县韩庄乡
- 黄松峪水库 平谷县黄松峪
- 西峪水库 平谷县西峪乡
- 密云水库 密云县溪翁庄
- 遥桥峪水库 密云县遥桥峪
- 半城子水库 密云县半城子
- 沙厂水库 密云县巨各庄
- 白河堡水库 延庆县白河堡
- 怀柔水库 怀柔县城关
- 大水峪水库 怀柔县大水峪
- 北台上水库 怀柔县北台上
- 十三陵水库 昌平县东山口
- 桃峪口水库 昌平县上花乡

## 永定河水系
- 珠窝水库 门头沟区珠窝
- 斋堂水库 门头沟区斋堂镇
- 大宁水库 丰台区长辛店
- 永定河滞洪水库 房山区

## 大清河水系
- 崇青水库 房山区青龙头
- 牛口峪水库 房山区牛口峪
- 天开水库 房山区天开乡